# 도세
도세(道世)는 당나라의 승려이다. 법원주림을 지었다.

## 생애
도세는 당 고종 때의 승려로 속성(俗姓)은 한씨(韓氏)이며, 자는 현운(玄惲)이다. 12세에 청룡사(靑龍寺)에 출가하여 승려가 되었고, 청룡사와 자은사(慈恩寺) 등에서 불법을 닦았으며, 후에 서명사(西明寺)의 최고 영수(領袖)가 되었다. 태종(太宗) 정관(貞觀) 말엽부터 고종(高宗) 현경(顯慶) 연간까지 현장(玄奘) 법사가 자은사에서 서역 불경의 번역 사업을 진행할 때 황제에 의해 발탁되어 역경(譯經) 사업에 참여하기도 했다. 후에 서명사로 초빙되어 중국 율종(律宗)의 시조인 도선율사(道宣律師)와 함께 기거했다. 출가한 이래 율종을 받들어 불법 가운데에서도 율의(律儀)에 특히 통달하여 도선과 함께 당시 최고의 불교 거장으로 꼽힌다. 도선율사와 불교의 포교에 힘쓰는 한편 저술에도 주력했다. 도세의 저술 편찬 업적은 전적(典籍)의 종류에 따라 세 부류로 구분할 수 있다. 첫 번째는 초소(鈔疏)와 주경(注經) 같은 경전 해설류의 전적들로, 《사분율토요(四分律討要)≫ 5권과 《사분율니초(四分律尼鈔)≫ 5권, 그리고 《금강경집주(金剛經集注)≫ 3권 등 총 10부(部) 153권의 전적을 정리했고, 두 번째는 율종 관련 전적으로 《수계의식(受戒儀式)≫과 《예불의식(禮佛儀式)≫ 등의 저작을 남겼으며, 끝으로 다양한 불교 관련 지식들을 백과전서 형태로 모아놓은 철집류(綴輯類)로서 《법원주림≫과 《제경요집(諸經要集)≫ 등을 편찬했다. 이 가운데 가장 많은 공력을 들였고, 또한 가장 높은 평가를 받는 것은 역시 세 번째 부류의 전적들이라고 할 수 있다. 입적(入寂)한 연도는 알 수 없으나, 입적 후 당시 사람들이 그를 호법보살(護法菩薩)로 칭송했다는 기록이 전해진다.